# Pycnodictya thalassina
Pycnodictya thalassina är en insektsart som först beskrevs av Kirby, W.F. 1902.  Pycnodictya thalassina ingår i släktet Pycnodictya och familjen gräshoppor. Inga underarter finns listade i Catalogue of Life.